# Best Day of My Life
Best Day of My Life è un singolo del gruppo rock statunitense American Authors, pubblicato nel 2013 ed estratto dall'album Oh, What a Life (2014).
Il brano è stato scritto da Aaron Accetta, Zachary Barnett, Shep Goodman, David Rublin, Matthew Sanchez e James Shelley.

## Tracce
1. Best Day of My Life – 3:14

## In altri media
- Il brano è utilizzato come sigla nell'edizione 2015 del programma televisivo Kilimangiaro - Come è piccolo il mondo (Rai 3).
- Il brano è utilizzato come intro per il Main Event delle World Series Of Poker
- Il brano è utilizzato come parte integrante della colonna sonora di Pro Evolution Soccer 2016.

## Formazione
- Zac Barnett – voce, chitarra
- James Adam Shelley – chitarra, banjo
- Dave Rublin – basso
- Matt Sanchez – batteria

## Classifiche
| Classifica (2013-14) | Posizione raggiunta |
| -------------------- | ------------------- |
| Australia            | 10                  |
| Canada               | 5                   |
| Regno Unito          | 17                  |
| Stati Uniti          | 11                  |